# Carlo Recalcati
Carlo Recalcati (Milán, Italia; 11 de septiembre de 1945)  es un exjugador italiano de baloncesto y actualmente entrenador. Tiene una dilatada trayectoria, tanto como jugador como entrenador, en la actualidad está sin equipo tras entrenar al Auxilium Pallacanestro Torino.

## Equipos como jugador
- 1962-1979 Pallacanestro Cantú
- 1979-1981 Pallacanestro Parma

## Equipos como entrenador
- 1981-1984  Alpe Bergamo
- 1984-1990 Pallacanestro Cantú
- 1990-1996 Viola Reggio Calabria
- 1995-1996  Aresium
- 1996-1997  Celana Bergamo
- 1997-1999 Pallacanestro Varese
- 1999-2001 Fortitudo Bologna
- 2001-2009 Italia
- 2003-2006 Mens Sana Siena
- 2010-2012 Pallacanestro Varese
- 2012-2014 Sutor Basket Montegranaro
- 2014-2016 Reyer Venezia
- 2017 Pallacanestro Cantú
- 2018 Auxilium Pallacanestro Torino

## Palmarés como jugador
- LEGA: 2

Pallacanestro Cantú: 1968, 1975
- Copa Korać: 3

Pallacanestro Cantú: 1973, 1974 y 1975.
- Copa Intercontinental: 1

Pallacanestro Cantú: 1975
- Recopa: 3

Pallacanestro Cantú: 1977, 1978 y 1979

## Palmarés como entrenador
- LEGA: 3

Pallacanestro Varese: 1998-99
Fortitudo Bologna: 1999-00
Mens Sana Siena: 2003-04
- Supercopa Italiana: 1

Mens Sana Siena: 2004